# 荔枝角及元州
荔枝角及元州（英語：Cheung Sha Wan，取消前代號U07）是香港深水埗區議會下轄的選區，位處長沙灣與荔枝角的過渡地帶，1982年設立，1994年分拆為荔枝角選區及元州選區。

## 範圍
取消時選區由東京街、長沙灣道、永隆街、元州街、興華街、長沙灣道、光昌街、福華街、明愛醫院旁樓梯、呈祥道、青山道至荔枝角收押所、再沿百老滙街美孚新邨範圍至海岸線，涵蓋荔枝角站為核心的長沙灣工業區、元州街邨、長沙灣邨加上當時為軍事基地的昂船洲。與其相鄰的選區有荔灣、李鄭屋及蘇屋、長沙灣、北面則連接葵青區的葵涌北。

## 沿革
1982年區議會選舉，深水埗區設有9個選區，每區選出一席。根據香港政府憲報一九八二年第三十四期，當時設有三個票站，分別是東京街長沙灣警察宿舍內的長沙灣官立中學、元州街新邨寶安商會第二學校及荔枝角衞民村內的荔枝角衞民學校，其後元州街新邨寶安商會第二學校票站，經香港政府憲報一九八二年第五十期由元州街邨九龍靈糧小學所取代。選舉由黃賜群以2,228票打敗代表香港公民協會的黃江帆1,675票，當選本區首任議員。
1985年區議會選舉，深水埗區設有10個選區，其中荔枝角及元州選區選出兩席。根據香港政府憲報一九八四年第三十二期，當時設有三個票站，分別是長沙灣官立中學、元州街邨九龍靈糧小學及荔枝角衞民村內的荔枝角衞民學校。本區吸引到四人參選，結果由夏詠援以3,246票取得第一席，第二席則由公共房屋政策評議會的黃賜群以3,123票打敗代表香港公民協會的潘天成1,844票及無黨派許劍昭的1,100票而當選。
1988年區議會選舉，深水埗區設有10個選區，荔枝角及元州選區維持不變。根據香港政府憲報一九八七年第三十三期，當時設有三個票站，分別是長沙灣官立中學、元州街邨九龍靈糧小學及荔枝角衞民村內的荔枝角衞民學校。本區吸引到三人參選，結果由無黨派夏詠援以2,624票取得第一席，第二席則由黃賜群以1,915票打敗對手李永發1,059票而當選。
1991年區議會選舉，深水埗區設有12個選區，荔枝角及元州選區維持不變。根據香港政府憲報一九九O年第三十二期，當時設有兩個票站，分別是長沙灣官立中學及元州街邨九龍靈糧小學。本區吸引到四人參選，其中黃賜群得到2,714票而連任，夏詠援代表港同盟出戰，得到2,531票而當選，由李鄭屋及蘇屋轉區參選的港同盟另一代表馬利和則得到1,909票，最後一名候選人李永發則有231票。
1993年港督彭定康推行政改方案改革區議會，取消所有委任議席及雙議席選區制度，全面實行單議席單票制，並改由選區分界及選舉事務委員會制定，區議會選區數目亦隨人口變動而大幅增加，荔枝角及元州雙議席選區分拆為荔枝角選區和元州選區。1994年區議會選舉，黃賜群及夏詠援未有參選。

## 歷屆議員
| 屆別           | 議員   | 政治聯繫 | 政治聯繫           | 議員           | 政治聯繫       | 政治聯繫       |
| -------------- | ------ | -------- | ------------------ | -------------- | -------------- | -------------- |
| 1982年－1985年 | 黃賜群 |          | 公共房屋政策評議會 | 定為單議席選區 | 定為單議席選區 | 定為單議席選區 |
| 1985年－1988年 | 黃賜群 | 夏詠援   | 公共房屋政策評議會 |                | 無黨派         |                |
| 1988年－1991年 | 黃賜群 | 夏詠援   | 公共房屋政策評議會 |                | 無黨派         |                |
| 1991年－1994年 | 黃賜群 | 夏詠援   | 公共房屋政策評議會 |                | 香港民主同盟   |                |

## 歷屆選舉結果
| 政党   | 政党         | 候选人 | 票数  | %     | ±      |
| ------ | ------------ | ------ | ----- | ----- | ------ |
|        | 無黨派       | 黃賜群 | 2,714 | 36.75 | +2.50  |
|        | 香港民主同盟 | 夏詠援 | 2,531 | 34.27 | -12.65 |
|        | 香港民主同盟 | 馬利和 | 1,909 | 25.85 | 不適用 |
|        | 無黨派       | 李永發 | 231   | 3.13  | 不適用 |
| 多数票 | 多数票       | 多数票 | 622   | 6.89  | -8.42  |

| 政党   | 政党   | 候选人 | 票数  | %     | ±      |
| ------ | ------ | ------ | ----- | ----- | ------ |
|        | 無黨派 | 夏詠援 | 2,624 | 46.92 | +4.51  |
|        | 無黨派 | 黃賜群 | 1,915 | 34.25 | -6.56  |
|        | 無黨派 | 李永發 | 1,059 | 18.93 | 不適用 |
| 多数票 | 多数票 | 多数票 | 856   | 15.31 | -1.40  |

| 政党   | 政党       | 候选人 | 票数  | %     | ±      |
| ------ | ---------- | ------ | ----- | ----- | ------ |
|        | 無黨派     | 夏詠援 | 3,246 | 42.41 | 不適用 |
|        | 公屋評議會 | 黃賜群 | 3,123 | 40.81 | -16.27 |
|        | 公民協會   | 潘天成 | 1,844 | 24.10 | -18.82 |
|        | 無黨派     | 許劍昭 | 1,100 | 14.37 | 不適用 |
| 多数票 | 多数票     | 多数票 | 1,279 | 16.71 | +2.55  |

| 政党   | 政党     | 候选人 | 票数  | %     | ±      |
| ------ | -------- | ------ | ----- | ----- | ------ |
|        | 無黨派   | 黃賜群 | 2,228 | 57.08 | 新選區 |
|        | 公民協會 | 黃江帆 | 1,675 | 42.92 | 新選區 |
| 多数票 | 多数票   | 多数票 | 553   | 14.16 | 新選區 |